# Bente Fischer
Bente Fischer (* 27. November 2002) ist eine deutsche Fußballspielerin. Sie steht derzeit bei beim FC Carl Zeiss Jena als Abwehrspielerin in der Frauen-Bundesliga unter Vertrag.

## Karriere

### Jugendstationen
Fischer fing mit ihrer Karriere bei der U17 des VfL Bochum im Jahr 2016 an. 2017 wechselte sie zunächst zum zweiten U17 Team der SGS Essen, wurde nach 8 Spielen in 8 Toren in die erste Mannschaft befördert und spielte dort fortan.
In der Saison 2018/19 spielte sie beim SC Weitmar.

### Seniorinnen-Karriere
Sie spielte 2019 wieder bei der Zweitvertretung der SGS Essen und in 16 Spielen 6 Tore schoss. 2020 wechselte sie zum Borussia Bocholt und stieg mit ihnen in die 2. Bundesliga auf. Nach zwei Jahren stiegen sie wieder in die Regionalliga ab. Nach einem Jahr in der Regionalliga in Bocholt wechselte sie zum FC Carl Zeiss Jena in die zweite Bundesliga. Mit Jena stieg sie in die Bundesliga auf.